# Mitchel Wongsodikromo
Mitchel Wongsodikromo (* 26. August 1985) ist ein surinamischer Badmintonspieler. 

## Karriere
Mitchel Wongsodikromo gewann 2008 und 2009 drei Titel bei den Suriname International. 2010 erkämpfte er sich sowohl Bronze bei den Zentralamerika- und Karibikspielen als auch bei den Südamerikaspielen. 2011 gewann er bei der Carebaco-Meisterschaft die Herrendoppel- und die Mixedkonkurrenz.

## Sportliche Erfolge
| Saison | Veranstaltung                     | Disziplin    | Platz | Name                                         |
| ------ | --------------------------------- | ------------ | ----- | -------------------------------------------- |
| 2008   | Suriname International            | Herrendoppel | 1     | Virgil Soeroredjo / Mitchel Wongsodikromo    |
| 2008   | Suriname International            | Herreneinzel | 2     | Mitchel Wongsodikromo                        |
| 2009   | Suriname International            | Mixed        | 1     | Mitchel Wongsodikromo / Priscille Tjitrodipo |
| 2009   | Suriname International            | Herrendoppel | 1     | Virgil Soeroredjo / Mitchel Wongsodikromo    |
| 2010   | Zentralamerika- und Karibikspiele | Herrendoppel | 3     | Virgil Soeroredjo / Mitchel Wongsodikromo    |
| 2010   | Südamerikaspiele                  | Team         | 3     | Suriname                                     |
| 2011   | Carebaco-Meisterschaft            | Herrendoppel | 1     | Virgil Soeroredjo / Mitchel Wongsodikromo    |
| 2011   | Carebaco-Meisterschaft            | Mixed        | 1     | Mitchel Wongsodikromo / Crystal Leefmans     |
| 2014   | Landesmeisterschaft 2014          | Mixed        | 1     | Mitchel Wongsodikromo / Crystal Leefmans     |
| 2024   | Suriname International            | Herrendoppel | 1     | Sören Opti / Mitchel Wongsodikromo           |